# ギリシャ議会
ギリシャ議会（ギリシャぎかい、ギリシャ語: Βουλή των Ελλήνων、ラテン文字転写: Vouli ton Ellinon）は、ギリシャ共和国の立法府である議会。アテネのシンタグマ広場を望む旧王宮を議事堂としている。ギリシャ議会は一院制で300人の議員で構成されており、任期は4年となっている。1844年から1863年にかけてと1927年から1935年にかけては二院制であった。

## 沿革
ギリシャ独立戦争の期間には国民会議がたびたび開かれていたが、独立したギリシャが議会を設置したのは、オソン1世が軍部のクーデターによって憲法を認めさせられた1843年のことであった。1911年の新憲法では、人権規定の充実、法の支配の強化や、統治機構、なかでも議会の近代化がもたらされた。7年間にわたる軍事政権を経て、1974年12月8日に実施された国民投票で国家形態を定めることが諮られた。この投票の結果、69.18%の多数によりギリシャ国民は立憲君主制を廃して議会共和政を樹立することとなった。

## 選挙・任期

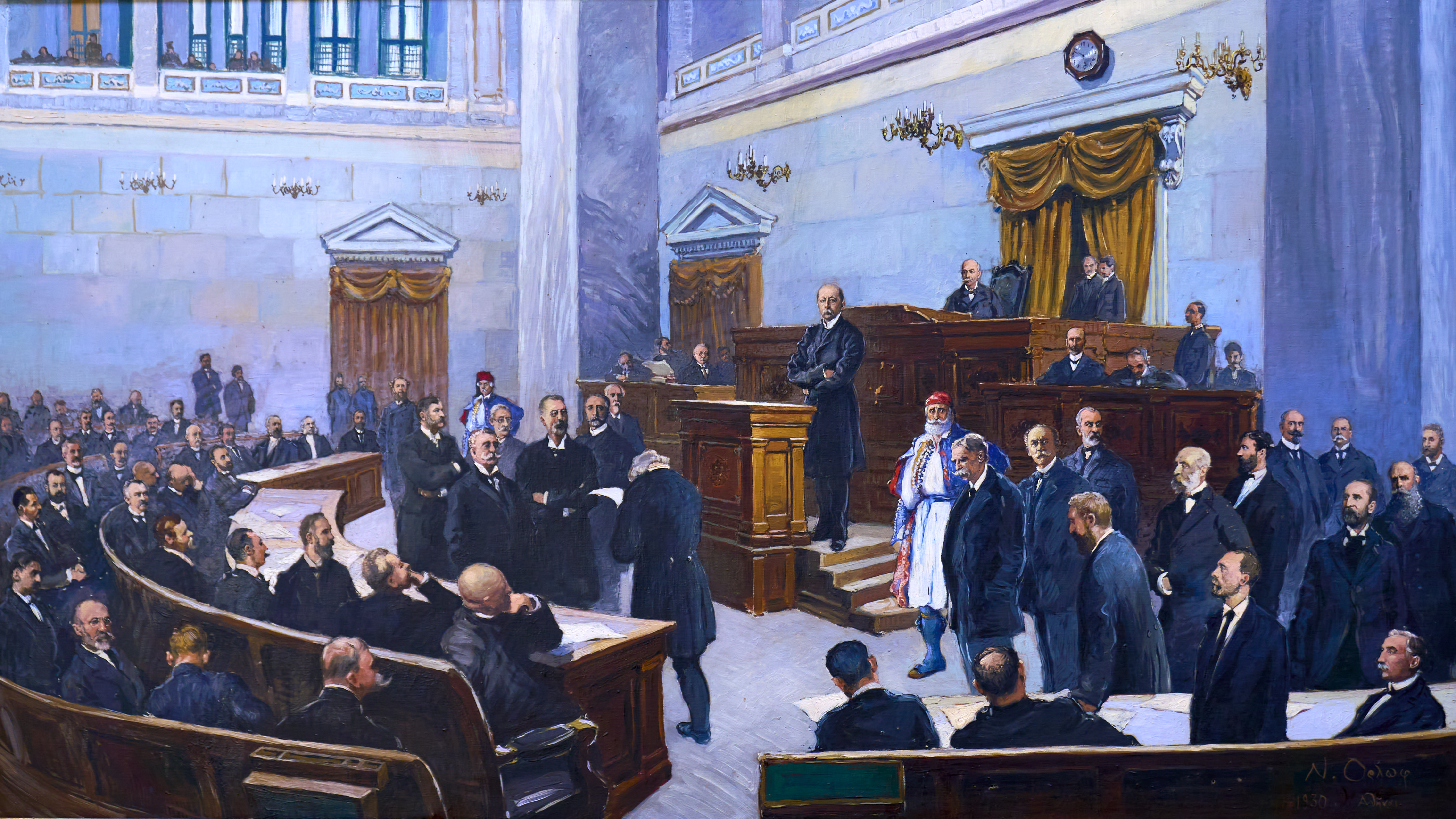
19世紀末に旧議事堂（のちの国立歴史博物館）で開かれたギリシャ議会

300議席のうち、250議席は常に比例して選出され、有権者は政党の投票用紙に名前をマークします。最も多くの票を獲得した政党が25%以上の票を獲得した場合、ボーナスが分配されます。25%以上の票を獲得した政党リストは、20議席の追加議席を獲得し、25%を超える半パーセントポイントごとに1議席が追加され、40%（またはそれ以上）の票数で最大50議席が追加されます。このボーナスが割り当てられると、残りの議席に比例配分が開始されます。これは、一方の政党が少なくとも40%を集めた場合に250から、どの政党も25%に達しない場合は300までの範囲です。この2020年の法律は、2023年6月25日以来有効です。選挙権を持つのは投票日に18歳以上であるギリシャ市民であり、これは選挙権と同じ基準である。なお、大学教授を除いた公務員は、選挙の告示までに退官しなければ立候補できない。
阻止条項があり、得票率が3％に満たない政党に議席は与えられない。一方で2019年までの選挙においては第1党には50議席のボーナスと3％未満の得票だった政党の議席が与えられるため、第1党の得票が過半数に満たない場合でも議席の過半数を獲得する場合がある。
議員は在職中、刑事訴追、逮捕、身柄拘束を受けない特権を持つ。また立法行為や審議に関していかなる機関に対しても情報を提供しなくてもよい。ただし民事の係争事件については責任を免れることはない。議員の権限にかかわる犯罪の嫌疑については、議会が当該議員を弾劾しなければ裁くことができない。またこれらは議員ではない閣僚についても同じ手続きが取られている。このときの弾劾審理は特別法廷で開かれる。議員が個人としてかかわる犯罪の嫌疑については、特定の犯罪嫌疑に限って、検察官の求めにより議会が特権停止を採択しなければ裁くことができない。このような案件は通常の法廷で審理が行われる。ただし現行犯については議会の許可を要しない。

## 組織
議会の運営は理事会（Προεδρείο της Βουλής）が担っており、議長、7名の副議長、連続在職期間がもっとも長い3名の議員、6名の理事で構成される。理事会の特徴として3党による構成が挙げられ、第4副議長、連続在職期間がもっとも長い議員のうちの1名、理事のうちの1名は第1野党に、第5副議長、理事のうちの1名は第2野党にそれぞれ所属することとなっている。理事会の構成員は、当然ではあるが議員の職にあるものでなければならないが、閣僚や次官を兼ねることはできない。議長および5名の副議長は議会の任期の冒頭で選出され、その任期を通してそれぞれの職に就くことになるが、連続在職期間がもっとも長い議員と理事の任期は通常会議が開会している期間に限られる。

## 立法過程

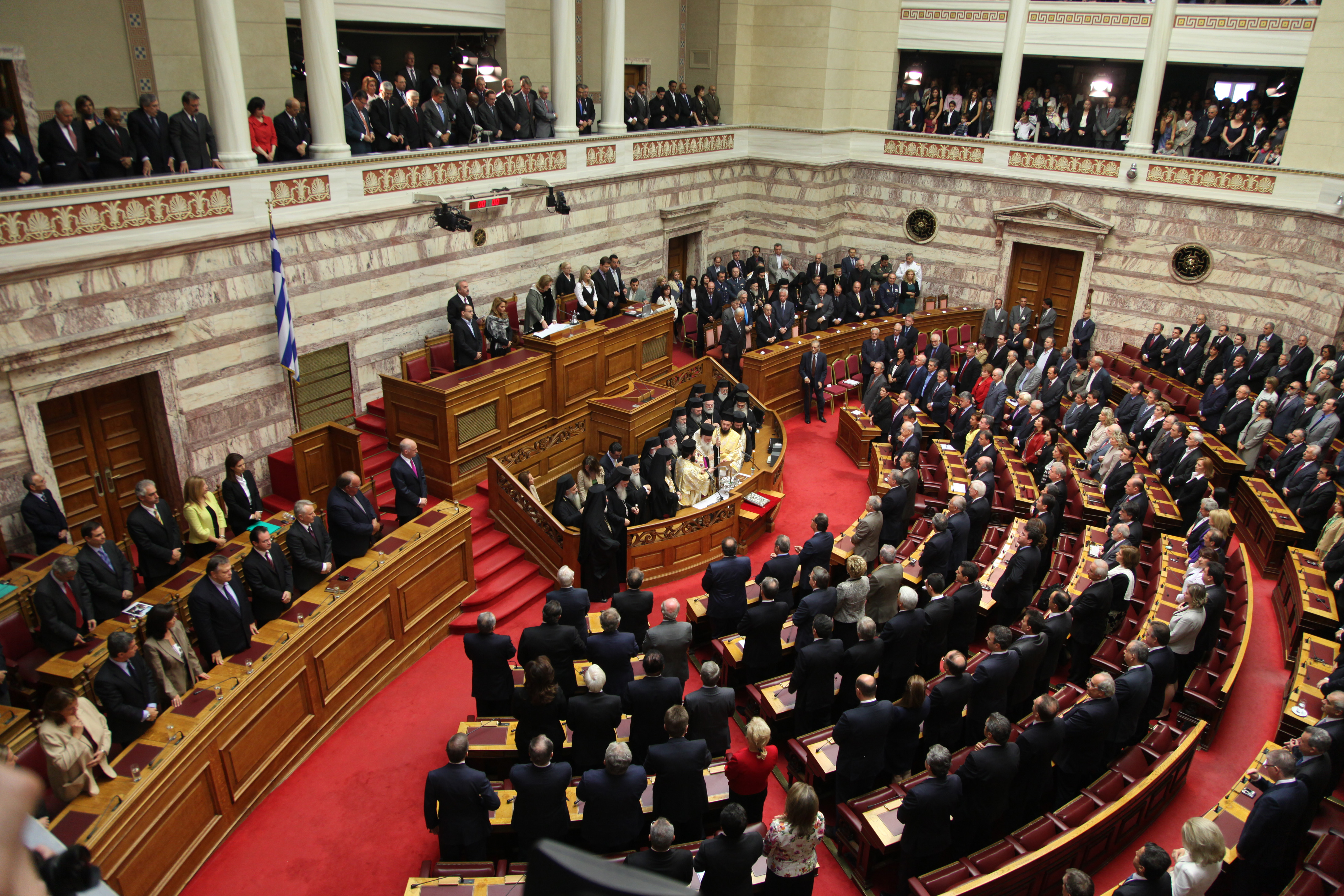
新議会の招集にあたって行われた宣誓式（2009年10月）

議会が法案（ギリシャ語: Νομοσχέδιο、ラテン文字転写: Nomoskhedio）を採択して法（ギリシャ語: Νόμος、ラテン文字転写: Nomos）として成立させるまでには3段階の投票が行われる。最初に、原則として修正の提案やその賛否を条文ごとに問い、それから全体としての採決を行う。可決には単純過半数の賛成を要する。法案が可決されれば大統領に送られて公布され、また官報に掲載される。このとき関連する閣僚の副署が求められる。また憲法で個別法の制定を要するむねが規定されていなければ、立法権限の委託が認められる。制定された法令は官報のインターネット版で閲覧することができるが、認証制となっており、ハードコピー版は有料で手に入れることができる。このほかにも民間でも認証制の法令データベースのオンライン版を提供しており、法令の調査に使うことができる。公的機関では法令を得ることができるようなデータベースやウェブサイトを作成しておらず、議会ウェブサイトですら行っていない。

## 憲法改正
議会は大統領制や議会共和政といった「国家の形成」や、人権や自由の保護をうたった条文を除いて憲法を改正する権限を有する。憲法改正は少なくとも全議員の6分の1以上による動議で提起され、全議員の5分の3以上の賛成を得たうえで、さらに少なくとも1か月が経過してからふたたび採決を行わなければならない。この2度目の採決は、総選挙を実施するなどして、新しく選出された議会において行うこととなっている。このとき2度目の採決では単純過半数でもって憲法改正が承認される。最初に提出された動議への賛成が全議員の5分の3に届かず単純過半数にとどまった場合は、新しく選出された議会で全議員の5分の3以上の賛成を要することになる。このため2度目の採決を行うことになる議会は、その前の任期の議会から憲法改正の権限を与えられることになるため「改正議会」と称され、「通常」議会とは別の数え方をされる。近年では1974年選出の議会が「第5期改正議会」、1986年選出のものが「第6期改正議会」、2001年選出のものが「第7期改正議会」と称される。2004年から2007年までの議会は第三共和政の「第11期通常議会」であったが、2007年選出議会は「第8期改正議会」とされる。なお前回の憲法改正が成立してから少なくとも5年が経過しないうちは、新たな憲法改正を動議できないとされている。

## 啓発活動
議会は独自に無料のテレビ放送局である「ブーリ・ティレオラシ」（ギリシャ語: Βουλή Τηλεόραση、ラテン文字転写: Vouli Tileorasi）を運営しており、本会議や委員会をすべて放送している。議会が開かれていないときは映画、演劇、クラシックコンサート、オペラ、バレエや歴史ドキュメンタリなどを放送している。
夏期休暇の時期に議会は「青年議会」（ギリシャ語: Βουλή των Εφήβων、ラテン文字転写: vouli ton efivon）とよばれる、ギリシャ、キプロスや諸外国のギリシャ系の高校生が議員の出席のうえで演説や討論を行う会議を実施している。この催しは、議員に対しては若年層のニーズや見方を拾うするものとして、生徒に対しては政治における適切な議論と参加の実践を体験するという目的がある。また議会は学年度を通じて中高生の公式訪問や見学を受け入れている。
議会では定期的に政治のさまざまな観点を題材とした展示会や回顧展を開いており、おもに政治や議会の歴史に関するものが展示されている。
また議会では紙や電子的媒体で研究や出版を行っている「議会基金」を運営しており、議会の機能や過去のギリシャの政治的、文化的な活動に関連する記録品や歴史・学術的な題材を扱っている。

## 建物
1843年から1854年までと1875年から1932年まで、議会はスタディウ通りの旧議事堂に置かれていた。
現在の議事堂は新古典主義建築の3階建ての建物で、フリードリッヒ・フォン・ゲルトナーが設計し、1843年に完成した、当初は国王の宮殿として建てられたものである。1909年には火災によって損傷し、長らく、修復作業が行われた。王室一家は国民投票で王室が廃止される1924年までこの建物に居住し続けた。その後、病院や博物館などさまざまな用途で使用されてきたが、1929年11月に政府がこの建物を議事堂とすることを決定した。大幅な改修作業が行われた後、1934年8月2日に上院が旧宮殿（Παλαιά Ανάκτορα）において開会し、1935年7月1日には第5期国民議会が開かれた。この1935年には王政が復古したものの、引き続き議会が建物を使用することとなった。

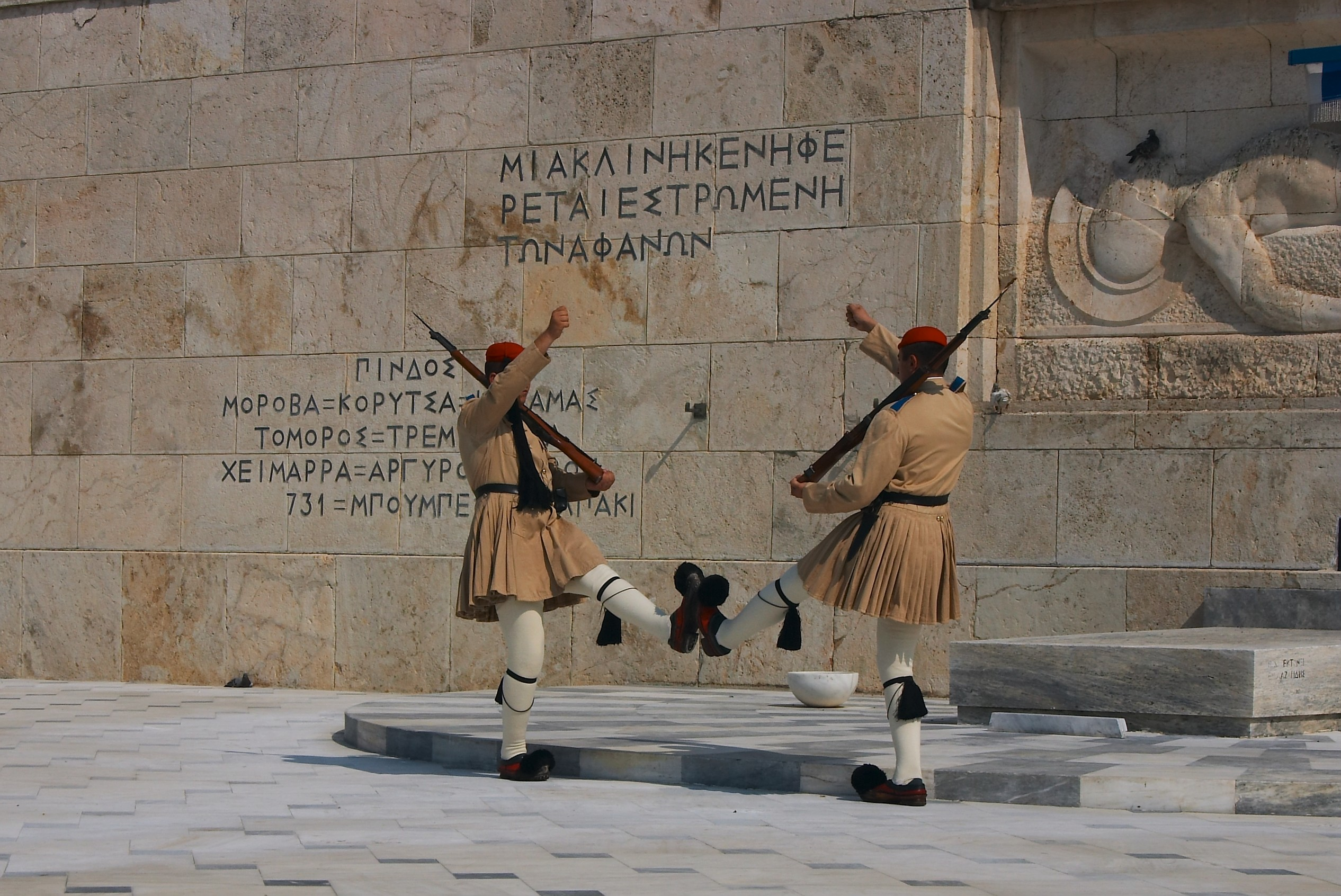
無名戦士の墓の前を警備するエヴゾネス

大統領警備隊のエヴゾネスが警備する無名戦士の墓（Μνημείο του Αγνώστου Στρατιώτη）は議事堂の前庭にある。この墓碑は1929年に着工され、1932年3月25日に落成した。
本会議場は地上階にあるが、アンフィテアトルムの形状となっていて、金の装飾がちりばめられた紫大理石や紫の縞模様が入った白大理石がはめられている。議員の座席は扇形が5つに分かれた形で配置されている。議長席、演壇、閣僚などの席や速記者席は彫刻が施された木材でできており、議員と向き合うように配置されている。列柱を持つバルコニーが本会議場の上層を取り囲んでおり、見学席として使用されている。その見学席の一部はかつて貴賓席として使用されていた。ステンドグラスの屋根は日中、自然の光を取り込んでいる。
かつて3階には上院が使用していた、現在の本会議場よりわずかに小さいものの、現在の本会議場とほぼ同じような議場が設けられていた。上院が廃止されてからは3階の議場で会議は行われておらず、政党の議員会や議会または政党の活動に使用されている。
議事堂には入場口が2か所あり、西側の正面入口は無名戦士の墓やシンタグマ広場に面し、東側は国立庭園に面している。

## 会派
2023年6月25日に実施された総選挙を受けて、議会は8つの会派で構成されている。

会派別議席数（定数300）

| 政党 | 政党                                                 | 党首                     | 議席数 |
| ---- | ---------------------------------------------------- | ------------------------ | ------ |
|      | 新民主主義党 ΝΔ; ND                                  | キリアコス・ミツォタキス | 158    |
|      | 急進左派連合 ΣΥΡΙΖΑ; SYRIZA                          | ステファノス・カセラキス | 47     |
|      | PASOK・変革のための運動 ΠΑΣΟΚ - ΚΙΝΑΛ; PASOK - KINAL | ニコス・アンドルラキス   | 32     |
|      | ギリシャ共産党 ΚΚΕ; KKE                              | ディミトリス・クツンバス | 21     |
|      | ギリシャの解決策 Ελληνική Λύση; Elliniki Lisi        | キリアコス・ベロプロス   | 12     |
|      | スパルタンズ Σπαρτιάτες; Spartans                    | ヴァシリス・スティグカス | 12     |
|      | 民主愛国運動「勝利」 Δ ΠΚ – Νίκη; DPK - NIKI         | ディミトリス・ナツィオス | 10     |
|      | 自由への道のり ΠΕ; PE                                | ゾエ・コンスタントプル   | 8      |

## 最近の選挙結果
| 政党 | 政党 | 政党                    | 2007 | 2009 | 2012-05 | 2012-06 | 2015-01 | 2015-09 | 2019 | 2023-05 | 2023-06 |
| ---- | ---- | ----------------------- | ---- | ---- | ------- | ------- | ------- | ------- | ---- | ------- | ------- |
|      |      | 新民主主義党            | 152  | 91   | 108     | 129     | 76      | 75      | 158  | 146     | 158     |
|      |      | 急進左派連合            | 14   | 13   | 52      | 71      | 149     | 145     | 86   | 71      | 47      |
|      |      | PASOK・変革のための運動 | -    | -    | -       | -       | -       | -       | 22   | 41      | 32      |
|      |      | 全ギリシャ社会主義運動  | 102  | 160  | 41      | 33      | 13      | 16      | (19) | (40)    | (31)    |
|      |      | ギリシャ共産党          | 22   | 21   | 26      | 12      | 15      | 15      | 15   | 26      | 21      |
|      |      | スパルタンズ            | -    | -    | -       | -       | -       | -       | 0    | -       | 12      |
|      |      | ギリシャの解決策        | -    | -    | -       | -       | -       | -       | 10   | 16      | 12      |
|      |      | 民主愛国運動「勝利」    | -    | -    | -       | -       | -       | -       | -    | 0       | 10      |
|      |      | 自由への道のり          | -    | -    | -       | -       | -       | -       | 0    | 0       | 8       |
|      |      | MeRA25                  | -    | -    | -       | -       | -       | -       | 9    | 0       | 0       |
|      |      | 中道連合                | 0    | 0    | 0       | 0       | 0       | 9       | 0    | 0       | 0       |
|      |      | 黄金の夜明け            | -    | 0    | 21      | 18      | 17      | 18      | 0    | -       | -       |
|      |      | ポタミ                  | -    | -    | -       | -       | 17      | 11      | -    | -       | -       |
|      |      | 独立ギリシャ人          | -    | -    | 33      | 20      | 13      | 10      | -    | -       | -       |
|      |      | 民主左派                | -    | -    | 19      | 17      | 0       | 1       | -    | -       | -       |
|      |      | 国民正統派運動          | 10   | 15   | 0       | 0       | 0       | -       | -    | -       | -       |
|      |      |                         | 300  | 300  | 300     | 300     | 300     | 300     | 300  | 300     | 300     |